# Abtei Saint-Bertin

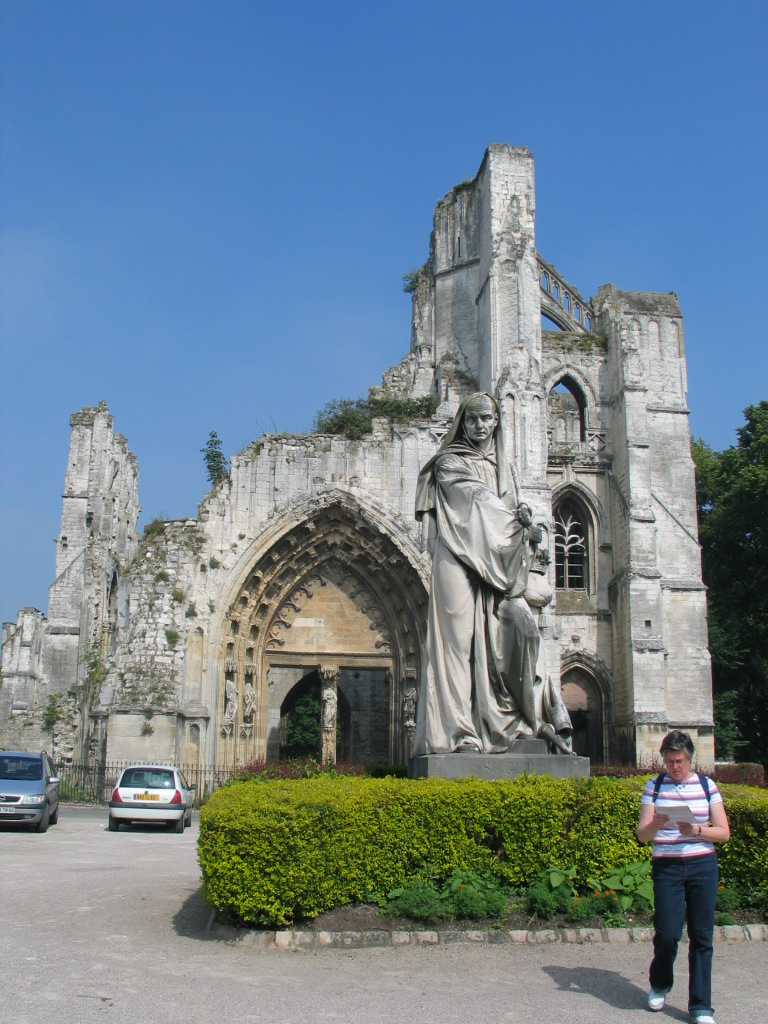
Ruine der Abtei St. Bertin

Die Abtei Sankt Bertin (französisch Abbaye Saint-Bertin) ist ein ehemaliges Kloster in der Region Hauts-de-France im Norden Frankreichs. Es liegt etwa 30 km von der Kanalküste zwischen Calais und Dunkerque entfernt in der nach dem Klostergründer benannten Stadt Saint-Omer.

## Geschichte

### Gründung
In der ersten Hälfte des 7. Jahrhunderts war Audomar (auch Otmar genannt, französisch Omer), von König Dagobert zum Bischof von Tarvanna (auch Teruana, heute Thérouanne) ernannt worden, der römischen Colonia Morinorum. Audomar schickte wohl um 648 zur Missionierung der Bevölkerung die Mönche Mummolinus, Bertinus und Ebertramnus („Bertram“) in die sumpfige Gegend nördlich der Bischofsstadt, um dort ein Kloster zu errichten. So entstand das von Mummolinus geleitete Vetus monasterium („Altes Kloster“, heute St-Momelin). Jedoch war der Ort zu sumpfig, und Audomar bewog den frisch zum Christentum bekehrten örtlichen fränkischen Landbesitzer Adroald dazu, ihm für den Klosterneubau den 21 Meter hohen Hügel Sithiu  direkt am Ufer der Aa zu schenken. Dort errichteten die Mönche das Kloster „Sithiu“.

### Abt Bertinus
Bertinus amtierte nach dem um 660 als Nachfolger des Eligius zum Bischof von Noyon ernannten Mummolinus als erster Abt der Neugründung. Er bewirtschaftete das Kloster erfolgreich und benannte es nach seinem Lehrer Audomarus, dem Initiator der Gründung. Beide stammten offenbar auch aus demselben Geburtsort in der heutigen Normandie. Bischof Audomar starb um 670 in Sithiu und galt sehr bald als Heiliger.
Wie Audomar und die übrigen Missionare war Bertinus durch seine Ausbildung in dem von dem Iren Columban von Luxeuil († 615) gegründeten Kloster Luxeuil vom iroschottischen Mönchtum geprägt. Die Lebensweise der Mönche von Sithiu war wahrscheinlich durch eine benediktinisch-kolumbanischen Mischregel bestimmt, die iroschottische und römische Elemente kombinierte. Bertin galt später als „Apostel“ des heutigen Départements Pas-de-Calais und wurde schon um 745 ebenfalls als Heiliger verehrt. Ab etwa 1100 erhielt das Kloster seinen Namen, während der um die Abtei entstandene Ort nach Audomar benannt blieb und noch heute Saint-Omer heißt. Die Stadt wuchs rasant und hatte zu Beginn des 14. Jahrhunderts bereits etwa 40.000 Einwohner.

### Frühe Selbstständigkeit
Audomar gewährte seinen Mitarbeitern weit reichende Freiheiten und legte noch selbst den Grundstein für die Eigenständigkeit des Klosters. Bereits erblindet, unterschrieb er 663 eine Urkunde, mit der er die Güter des Klosters Sithiu der Verfügung des Bischofs, also seiner eigenen, entzog und die Mönche von seiner disziplinarischen Oberhoheit befreite. 691 bestätigte König Chlodwig III. dem Kloster auch seinerseits die Immunität. Die Exemtion der Klöster aus der bischöflichen Verfügungsgewalt war im 8. und 9. Jahrhundert ein innerkirchlich viel diskutiertes Streitthema.

### Verbindung zum fränkischen Hochadel
Ab 737, dem Todesjahr des Königs Theuderich IV., wurde der Merowinger Childerich III. als Erbe des Thrones von Karl Martell in Saint-Bertin gefangen gehalten, 743 von dessen Sohn Karlmann wieder an die Regierung geholt, 751 von Pippin dem Jüngeren wieder abgesetzt und erneut, diesmal als Mönch, nach Saint-Bertin gebracht. Auch in der folgenden Zeit blieb das Kloster immer sehr eng mit den führenden Adelskreisen des Frankenreichs verbunden, etwa dem Bischof Folcuin von Thérouanne, einem Enkel Karl Martells.
Die Tätigkeit des Abtes Fridugis, der ein hochrangiger Berater Ludwig des Frommen war, schildert der selbst aus hohem fränkischen Adel stammende Chronist Folcuin von Lobbes (ein Verwandter des älteren Folcuin von Thérouanne) im 10. Jahrhundert anders als das Wirken der nachfolgenden Äbte Hugo und Hilduin überaus negativ. Unabhängig davon, inwieweit Folcuins Vorwürfe zutreffen oder auf unhistorischen Projektionen beruhen, gab es jedenfalls zu seiner Zeit gepflegte Negativerinnerungen an Fridugis, die wohl frühe Konflikte zwischen den (damals in der Regel Laien-)Mönchen und der priesterlichen Gruppe der Chorherren widerspiegeln, welche an der dem Kloster benachbarten Marienkirche wirkten und von Fridugis angeblich bevorzugt wurden.
Aus der vom Gründerbischof Audomar gestifteten Marienkirche, in der sich auch seine Grablege befand, entwickelte sich die spätere Kathedrale von Saint-Omer. Deren Konkurrenzsituation zur Abtei blieb auch im späteren Mittelalter prägend und führte zu zahlreichen Auseinandersetzungen, die besonders häufig den Verbleib und die Verwahrung der Gebeine Audomars betrafen.
Die Abtei war schon im 8. Jahrhundert ein bedeutendes Zentrum der angelsächsischen Buchmalerei. Im 12. Jahrhundert wurde sie von der kluniazensischen Reform erfasst und der Kongregation von Cluny eingegliedert.

### Literarisches Zentrum

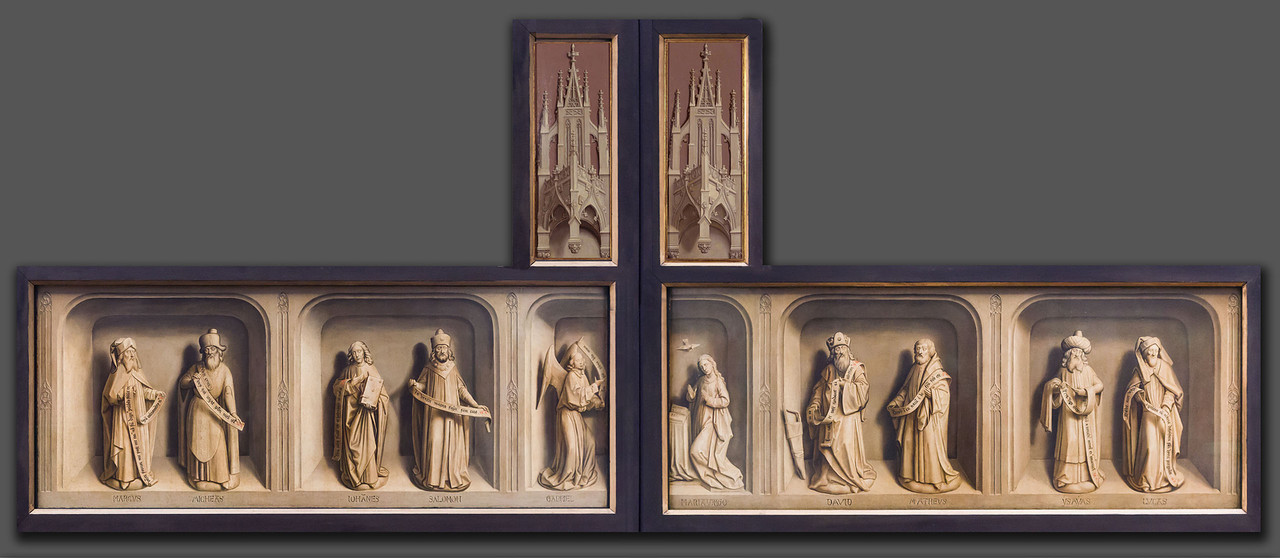
Rekonstruktion des Äußeren des Altarbildes von Saint-Bertin.

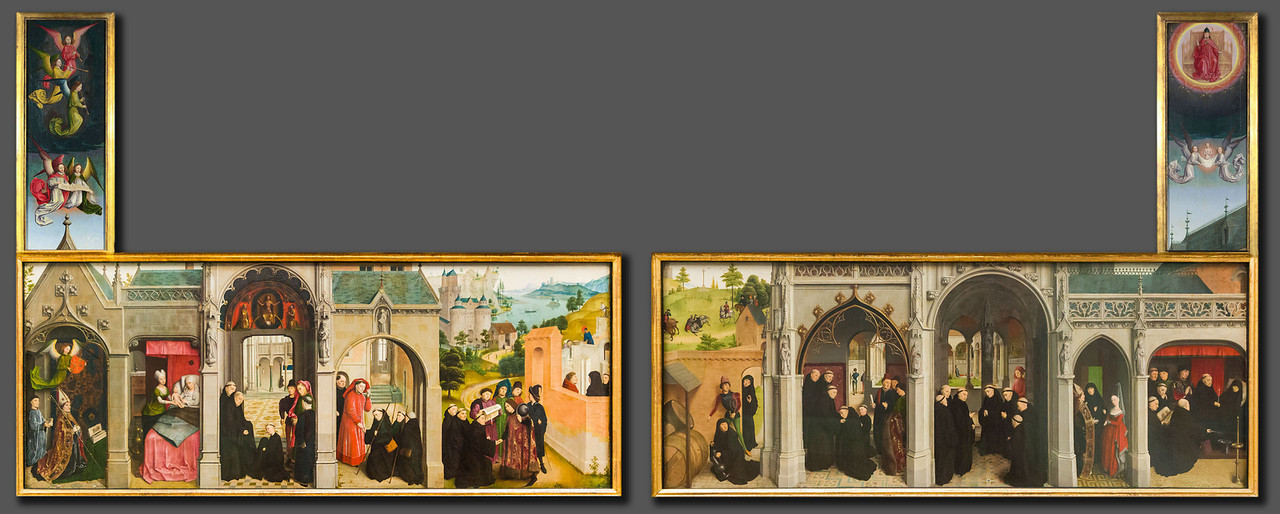
Rekonstruktion des Innenraums des Altarbildes von Saint-Bertin.

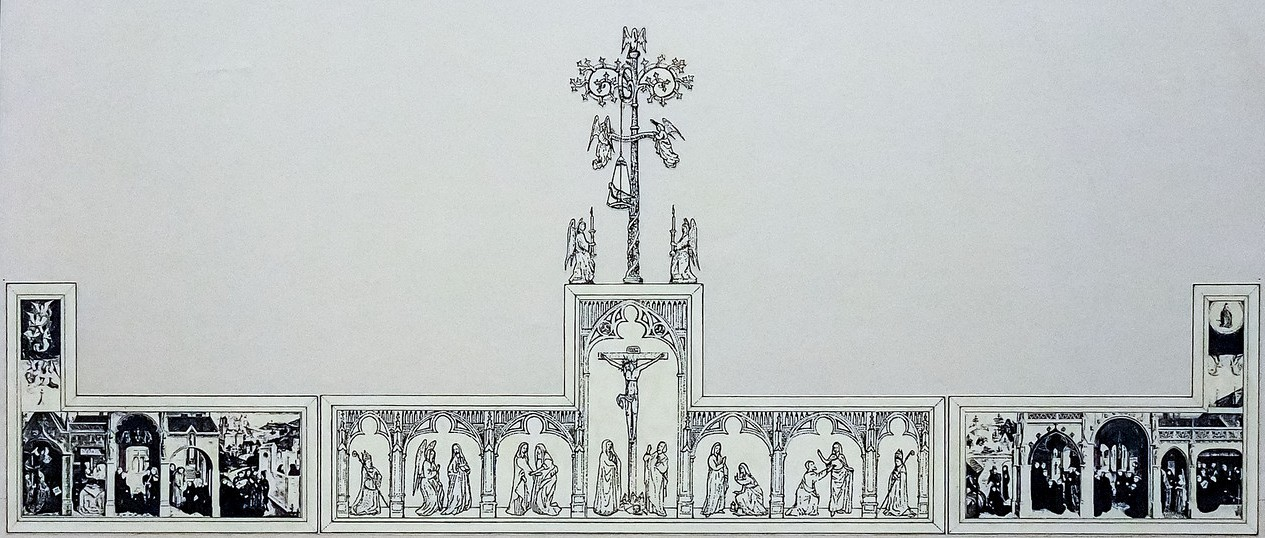
Rekonstruktion des Altarbildes von Saint-Bertin.

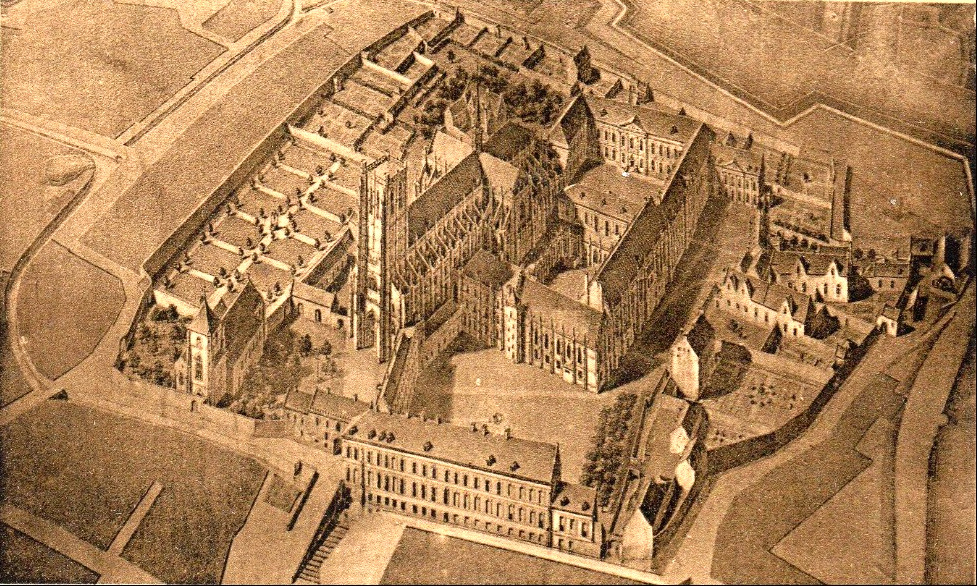
Die Abtei um 1756

Saint-Bertin war ein bedeutendes Zentrum klösterlicher Geschichtsschreibung. Die Annalen von St. Bertin sind eine wichtige Quelle für die Geschichte des 9. Jahrhunderts: die Schlacht von Brissarthe (866), die erste Erwähnung der Stadt Montreuil (898), die Geschichte der Rus etc. finden hier ihre Schilderung. Ihren Namen haben diese Annalen von der aus dem Kloster stammenden, ältesten erhaltenen Handschrift des Werkes. Es ist jedoch weder von einem Mönch aus St. Bertin verfasst worden noch schildert es die Geschichte der Abtei.
Im 10. Jahrhundert entstanden die Gesta Abbatum Sithiensium des Folcuin, die das Leben und Wirken der ersten Äbte von Sithiu beschreiben.
Im 14. Jahrhundert war der Chronist Johannes Longus von Ypern (genannt Iperius oder Yperius, † 1383) an der Abtei tätig, dessen auf alten Quellen basierende Geschichte des Klosters (Chronicon Bertinianum seu Sithiense) auch zahlreiche über diese hinaus wichtige Überlieferungen aus der Geschichte Flanderns zusammenstellt. Der Abfassungsstil weist von der mittelalterlichen Chronistik bereits auf die gelehrten Geschichts- und Sammelwerke der Frührenaissance voraus.
Durch Antoine de Berghes wurde die Abtei zu einem bedeutenden literarischen Mittelpunkt des Renaissancehumanismus.

### Aufhebung und Nachnutzung

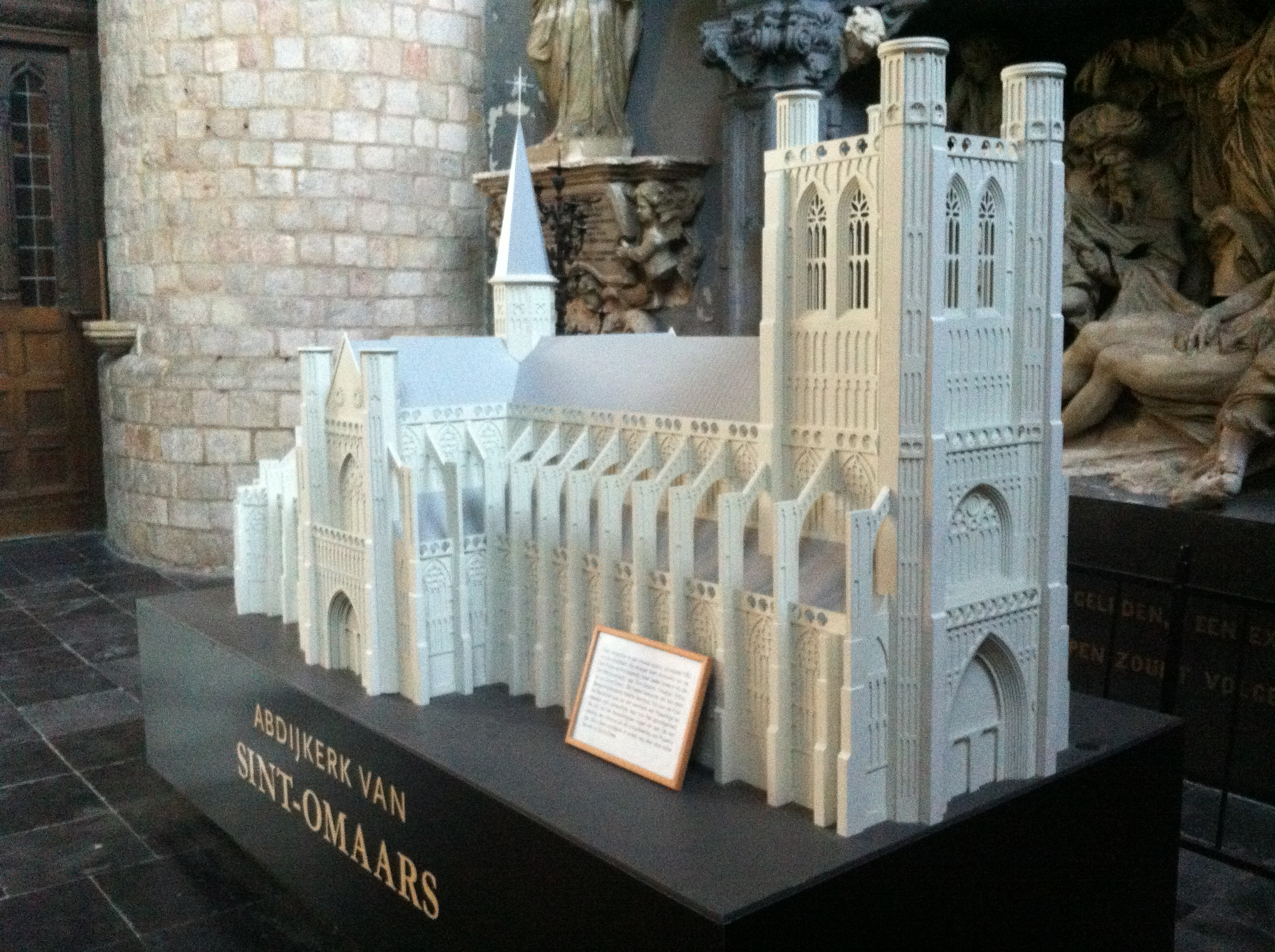
Nachgebautes Modell der ehemaligen Abteikirche

Mit Beginn der Französischen Revolution wurde das Klosterleben unterbunden und die Abtei Saint-Bertin am 16. August 1791 aufgehoben. Die Gebeine des Klostergründers und Stadtpatrons, um deren Besitz es seit dem Mittelalter über mehrere Jahrhunderte andauernde Streitigkeiten zwischen der Abtei und dem städtischen Domkapitel gegeben hatte, gingen in der Revolutionszeit verloren, weil sein Schrein aus der Kathedrale von Saint-Omer nach Paris verbracht und dort eingeschmolzen wurde. Die Steine der damals existierenden und aus den Jahren 1250 bis 1520 stammenden Klostergebäude dienten nach dem Sturz Napoleons als Material für öffentliche Bauten in Arras. 1830 wurde der Komplex durch die Gemeinde abgerissen.
Im 19. Jahrhundert befand sich an der Stelle des Klosters ein Kolleg, in dem unter anderen der spätere französische General und Staatschef von Vichy-Frankreich Philippe Pétain ab 1867 seine Ausbildung erhielt, bevor er 1876 auf die Militärakademie von Saint-Cyr wechselte.
In den Ruinen der Abtei im Stadtgebiet von Saint-Omer befindet sich heute ein begehbares Labyrinth.

## Liste der Äbte
Äbte des Klosters Saint-Bertin waren:
- Bertin († um 700), um 670 erster Abt (nach Mummolinus), Gedenktag 5. September
- Rigobertus
- Erlefridus
- Erkembodo († 732)
- Fridugisus († 834), 819 Erzkanzler Ludwigs des Frommen, Abt von Saint-Martin de Tours; von Folcuin als „Zerstörer (destructor) des religiösen Lebens“ qualifiziert[3]
- Hugo († 14. Juni 844), außerehelicher Sohn Karls des Großen und Erzkanzler Ludwigs des Frommen, Abt 836–844 (Karolinger)
- Hugo Abbas († 12. Mai 886), Abt 859–862 (Welfen)
- Fulko I., 18. Abt
- Hilduin, 19. Abt
- Fulko II., 20. Abt
- Adalhard († 3. April 864), Sohn Unruochs (Unruochinger)
- Adalhard († nach 1. Juli 874), dessen Neffe (Unruochinger)
- Raoul/Rudolf († 1. Mai 892), dessen Bruder (Unruochinger)
- Adalolf
- Gérard de Brogne
- Odbert, Abt 987–1007, unter dem Saint-Bertin ein bedeutendes Zentrum der Vorromanik wurde
- Roderich, Abt 1021–1042
- Lambert von Saint-Bertin (* um 1060, † 22. Juni 1125), Abt 1095–1125, der Saint-Bertin 1099/1101 der Cluniazensischen Reform anschloss
- Simon van Gent, Abt 1131–1137
- Simon von Saint-Bertin, Abt 1138–1148, zuvor Abt von Auchy, der so verhasst war, dass er nach seiner Wahl sieben Jahren warten musste, bevor er sein Amt antreten konnte; Gedenktag 24. Februar
- Leonius (Leo) von Saint-Bertin, Abt ab 1137/38−? / † 1163
- Hendricus de Condescure
- Jan van Ieper, 58. Abt (1365–1383)
- Jean de Griboval, 62. Abt (ca. 1430–1447)
- Jean de Medon, 63. Abt 1447–1448 (Gegenabt des Konvents zu Guillaume, nach Paris geflüchtet)
- Guillaume Fillastre der Jüngere, 64. Abt 1447/48–73 (Kommendatarabt)
- Jean de Lannoy, 65. Abt 1473-1492
- Anton de Glymes († 1531), 67. Abt, 1493 Abt von Saint-Bertin (Haus Glymes)